# Копривоцветни
Копривоцветните (Urticales) са разред двусемеделни покритосеменни растения, използван в повечето традиционни класификации на растенията. В съвременната система APG II от 2003 г., базирана на филогенния принцип, представителите му са включени в разред Розови (Rosales), като за много от тях е променено и семейството, към което принадлежат.
В системата на Кронкуист от 1981 г., разредът включва следните семейства:
- Barbeyaceae
- Конопови (Cannabaceae)
- Cecropiaceae
- Черничеви (Moraceae)
- Брястови (Ulmaceae)
- Копривови (Urticaceae)